# James Chirillo

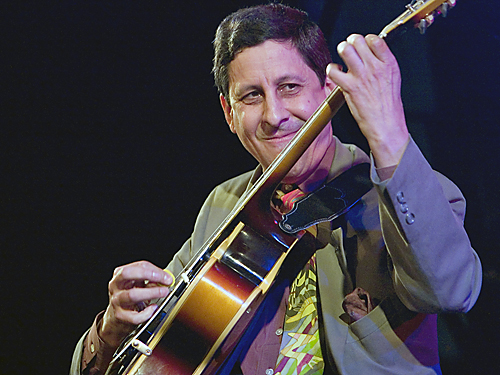
James Chirillo

James Louis Chirillo  (* 2. Mai 1953 in Waltham (Massachusetts)) ist ein US-amerikanischer Jazz-Gitarrist, Banjospieler, Arrangeur und Komponist.

## Leben und Wirken
James Chirillo wuchs in Bellevue (Washington) auf und hatte Unterricht in seiner Heimatstadt und in Seattle; er studierte dann Mitte der 1970er-Jahre Musik (Komposition und Gitarre) an der University of North Texas und in New York bei John Carisi, Bill Finegan (Arrangement und Komposition) und bei Remo Palmier (Gitarre). Während dieser Zeit trat er u. a. als Begleitmusiker des Sängers Vic Damone auf. Während seines Wehrdienstes war er 1979–82 Mitglied der U.S. Military Academy Band in West Point. Nach seiner Entlassung aus der Armee zog er 1982 nach New York City. Dort hatte er Unterricht bei Tiny Grimes, mit dem er auch auftrat. 1985/86 war er Mitglied von Benny Goodmans letzter Band; 1987–91 spielte er im Buck Clayton Orchestre, mit dem er 1991 auf Europa-Tournee ging. Mit Claude Williams trat er bei der Inaugurationsfeier von US-Präsident Clinton auf. Außerdem arbeitete er mit Ken Peplowski, Loren Schoenberg, Bob Wilber und der Carnegie Hall Jazz Band, Benny Carter, der Lincoln Center Jazz Band unter der Leitung von Wynton Marsalis. Von 1992 bis 1999 war er Mitglied des Smithsonian Jazz Masterworks Orchestra, das von Gunther Schuller und David Baker geleitet wurde. 2011 wirkte er bei Ryan Truesdells Centennial – Newly Discovered Works of Gil Evans mit. 2000 erschien auf dem Label Nagel-Heyer sein Album Sultry Serenade. Chirillo lebt seit 1993 in Teaneck.
Chirillo wirkte als Musiker auch bei zwei Woody Allen Filmen mit, 1996 bei Everyone Says I Love You als Gitarrist und Banjospieler und 1999 beim Soundtrack von Sweet and Lowdown als Rhythmusgitarrist bei dem Standard „Sweet Georgia Brown“.

## Kompositionen
- Grainger Suite' (2002)
- Prelude To A Minor Insensitivity (ein Tribut an Bill Finegan)
- Valse Prismatique
- Homage Concerto for Clarinet and Jazz Orchestra (1996) (National Endowment for the Arts, 1995 Jazz Composition Grant), geschrieben für Ken Peplowski und das Loren Schoenberg Jazz Orchestra.
- Manhattan Work Song (1993)